# CA Paris

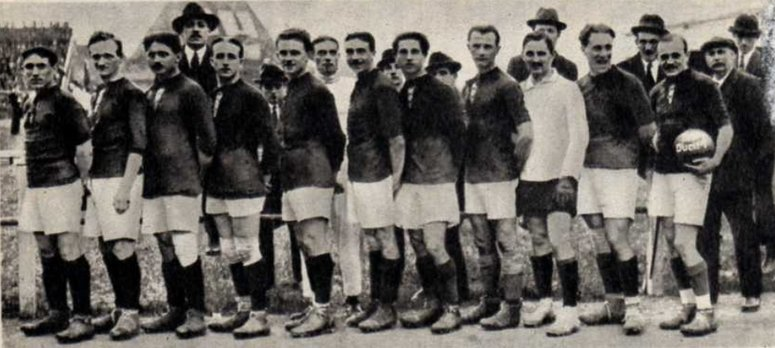
Team van 1920

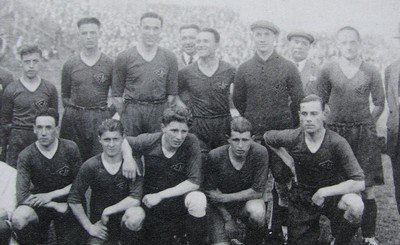
Team van 1928

CA Paris was een voetbalclub uit de Franse hoofdstad Parijs. CA staat voor Cercle Athlétique. 
Nationale de Sainte-Mandé werd in 1892 opgericht, 4 jaar later kreeg de vereniging ook een voetbalafdeling. In 1899 noemde de club zich Football Club de Paris en in 1906 fusioneerde deze met Union Sportive de XIIe en Paris Athlétic Club en nam zo de naam CA aan. 
De club sloot zich in 1897 bij de tot dan toe enige voetbalbond van Frankrijk aan, de Union des Sociétés Françaises des Sports Athlétiques (USFSA). Een jaar later ging het Frans kampioenschap van start waar de regionale kampioenen een eindronde speelden. In 1906 werd de club voor het eerst kampioen van Parijs. De club haalde de finale om de titel, maar moest daar zijn meester erkennen in RC Roubaix. Drie jaar later werd opnieuw de finale bereikt, maar ook nu verloren ze, dit keer tegen Stade Helvétique Marseille. 
Samen met enkele andere clubs stichtte CA Paris een nieuwe voetbalbond in 1910, de Ligue de Football Association (LFA). Een jaar later werd de club al kampioen. Twee jaar later deden ze het nog eens over.
De Franse beker werd in 1920 binnengehaald, in 1928 haalde de club nog de finale, maar verloor die van Red Star Paris. 
In 1932 werd de huidige Franse competitie opgezet, intussen was de club veel van zijn pluimen verloren, na twee jaar eerste klasse verdween de club naar 2e, waar het veel jaren doorbracht.
Na de Tweede Wereldoorlog pendelde de club tussen 2e en 3e. In 1964 sloot de club zich bij SO Charenton aan, wat meteen het einde voor de legendarische club betekende. De Belg Alexis Chantraine was er vijf seizoenen actief als speler van 1959 tot het einde in 1964.

## Bekende (oud-)spelers
- Geert ten Berge
- Émile Bongiorni
- Giuseppe Bossi
- Alexis Chantraine
- Marcel Langiller
- Lucien Laurent
- Adolpho Milman
- Robert Pache